# Platyrinchus mystaceus
Platyrinchus mystaceus là một loài chim trong họ Tyrannidae.